# Nora de Liechtenstein
Norberta Isabel Maria Assunta Josefina Georgina de Liechtenstein, Marquesa Viúva de Mariño (Zurique, 31 de outubro de 1950), mais conhecida como Nora, é a única filha do príncipe soberano Francisco José II e de sua esposa, a condessa Georgina de Wilczek. Seu irmão mais velho é o atual príncipe soberano de Liechtenstein, Hans-Adam II.

## Biografia
A princesa estudou na Universidade de Genebra. Ela trabalha para o Banco Mundial e para outras instituições. Nora é fluente em quatro línguas: alemão, inglês, francês e espanhol.
Em 11 de junho de 1988, em Vaduz, ela desposou don Vicente Sartorius y Cabeza de Vaca (1931-2002), o quarto marquês de Mariño. Eles tiveram uma filha, María Teresa, nascida em 1992, em Madri.
Desde 1987, a princesa Nora é um membro do Comité Olímpico Internacional. De 1982 até 1992, foi presidente do Comitê Olímpico Nacional de Liechtenstein.
Ela é madrinha da princesa Laetitia Maria, arquiduquesa da Áustria-Este, neta de Alberto II da Bélgica.

## Títulos e estilos
- 31 de outubro de 1950 – 11 de junho de 1988: Sua Alteza Sereníssima Princesa Norberta de Liechtenstein, Condessa de Rietberg
- 11 de junho de 1988 – 22 de julho de 2002: Sua Alteza Sereníssima Princesa Norberta, A Marquesa Mariño
- 22 de julho de 2002 – presente: Sua Alteza Sereníssima Princesa Norberta, Marquesa Viúva Mariño